# Європейський автомобіль року

Європейський Автомобіль Року

Європейський автомобіль року (англ. European Car of the Year) — міжнародна нагорода в області автомобілебудування, яку присуджує група професійних європейських автомобільних журналістів. Нагорода була організована у 1964 році групою автомобільних журналів з різних країн Європи. В цій нагороді немає класів чи категорій — ціллю організації є визначення найкращого автомобіля, котрий був у продажу протягом 12 місяців, перед нагородженням.

## Склад журі
З 2024 року журі конкурсу складається з 59 членів, які представляють 23 країни. Країни Франції, Німеччини, Італії та Іспанії в журі представляють по шість представників, Велику Британію - пʼять членів, по три з Австрії, Нідерландів, Швеції та Швейцарії, по два журналіста з Бельгії, Угорщини, Польщі та Портуагалії й по одному — від Чехії, Данії, Фінляндії, Греції, Ірландії, Люксебурга, Норвегії, Словенії, Туреччини та Румунії.

## Процедура

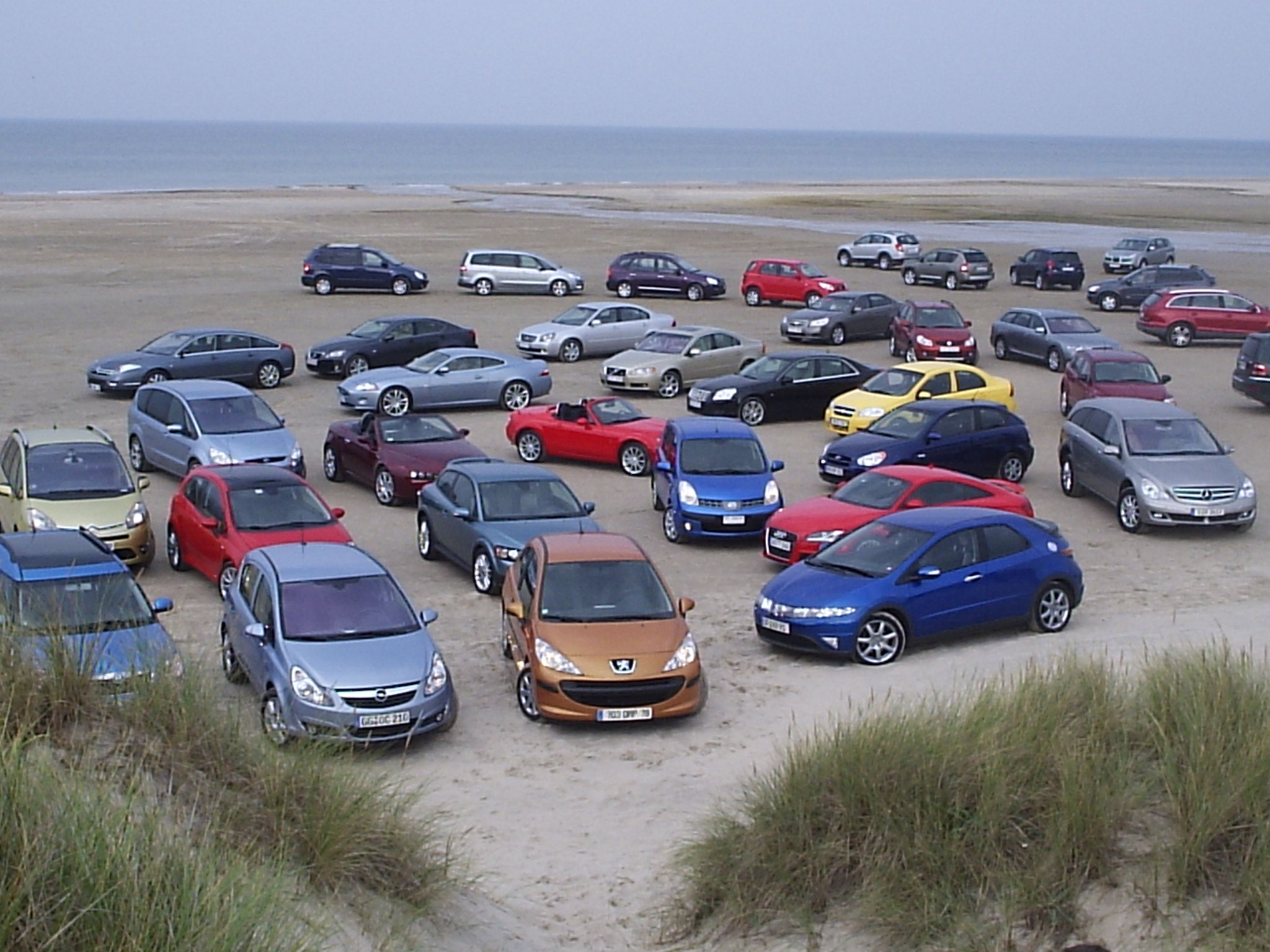
Автомобілі, які брали участь в нагороді Європейський Автомобіль Року 2007

Щороку, у вересні, складається список автомобілів-претендентів. Це машини, серійне виробництво та продаж яких почалася в 12 попередніх місяців. Особливість конкурсу в тому, що автомобілі в ньому представлені без поділу за класами, розмірами або ціною. При цьому машини повинні бути повністю новими моделями: рестайлінги, нові мотори або трансмісії не враховуються. На момент голосування машини повинні продаватися як мінімум в п'яти країнах ЄС. Річний тираж моделі не повинен бути менше 5 тисяч штук. На першому етапі простим голосуванням журі відбирає сім фіналістів. Потім кожен з експертів розподіляє між ними 25 балів, при цьому одній машині можна дати не більше 10 очок. Найвища оцінка — 580.
Своє рішення член журі повинен письмово обґрунтувати. Думка експертів ґрунтується на враженнях, отриманих під час перших тест-драйвів, організованих виробниками, і спеціальних випробувальних сесіях, які проводяться організаторами конкурсу. Критеріями при відборі моделей виступають дизайн, комфорт, безпека, екологічність, технологічність, функціональні можливості і навіть адекватність ціни для тієї категорії покупців, на яку вони розраховані, причому технічні інновації та ціна — пріоритетні чинники. «Автомобілем» року стає машина, яка набрала найбільше очок.
Згідно з цими правилами, рішучість перемоги значно варіюється. Наприклад, в 1988 році Peugeot 405 виграв з 212 очками, найбільший розрив в історії нагороди Європейський Автомобіль Року; такий же подвиг був повторений в 2013 році, коли Volkswagen Golf Mk VII виграв з таким же розривом. 2010 року Volkswagen Polo виграв із розривом у лише 10 очок, отримавши максимальну кількість балів від двадцяти п'яти членів журі, і був кращим вибором з 59 очками.
Renault Clio (1991 та 2006 роки), Volkswagen Golf (1992 та 2013 роки) і Opel/Vauxhall Astra (1985 та 2016 роки), є єдиними автомобілями, які вигравали нагороду більше одного разу. У листопаді 2010 року Nissan Leaf був першим автомобілем з електричним приводом, удостоєним нагороди Автомобіль Року (Car of the Year).
Як каже Михайло Подорожанський, журналістів вибирають засновники за рекомендаціями найбільших західних автоконцернів, присутніх в даній країні. Місце експерта в конкурсі, до речі, майже довічне — поки людина працює за професією або не досяг віку 65 років.
Рішення журі не раз дивували несподіванкою — тому на машини-кандидати роблять ставки в тоталізаторах, а серед тих, хто вгадав переможця розігрують призи. 2005 року, наприклад, читач німецького журналу «Stern», який зміг передбачити перемогу Toyota Prius, отримає Fiat Panda — автомобіль 2004 року.

## Список журналів-організаторів
- «Auto» (Італія) — www.auto.it [Архівовано 29 червня 2007 у Wayback Machine.]
- «Autocar» (Велика Британія) — www.autocar.co.uk [Архівовано 9 червня 2019 у Wayback Machine.]
- «Autopista» (Іспанія) — www.motorpress-iberica.es
- «Autovisie» (Нідерланди) — www.autovisie.nl [Архівовано 1 липня 2007 у Wayback Machine.]
- «L'Automobile Magazine» (Франція) — www.automobilemagazine.com [Архівовано 24 липня 2007 у Wayback Machine.]
- «Stern» (Німеччина) — www.stern.de/sport-motor [Архівовано 29 січня 2008 у Wayback Machine.]
- «Vi BILÄGARE» (Швеція) — www.vibilagare.com [2]

## Автомобілі переможці
| Європейський Автомобіль Року | Європейський Автомобіль Року   | Європейський Автомобіль Року | Європейський Автомобіль Року   | Європейський Автомобіль Року | Європейський Автомобіль Року | Європейський Автомобіль Року |
| Рік                          | Переможець                     | Очки                         | Друге місце                    | Очки                         | Третє місце                  | Очки                         |
| ---------------------------- | ------------------------------ | ---------------------------- | ------------------------------ | ---------------------------- | ---------------------------- | ---------------------------- |
| 1964                         | Rover 2000                     | 76                           | Mercedes 600                   | 64                           | Hillman Imp                  | 31                           |
| 1965                         | Austin 1800                    | 78                           | Autobianchi Primula            | 51                           | Ford Mustang                 | 18                           |
| 1966                         | Renault 16                     | 98                           | Rolls-Royce Silver Shadow      | 81                           | Oldsmobile Toronado          | 59                           |
| 1967                         | Fiat 124                       | 144                          | BMW 1600                       | 69                           | Jensen FF                    | 61                           |
| 1968                         | NSU Ro 80                      | 197                          | Fiat 125                       | 133                          | Simca 1100                   | 94                           |
| 1969                         | Peugeot 504                    | 119                          | BMW 2500/2800                  | 77                           | Alfa Romeo 1750              | 76                           |
| 1970                         | Fiat 128                       | 235                          | Autobianchi A112               | 96                           | Renault 12                   | 79                           |
| 1971                         | Citroën GS                     | 233                          | Volkswagen K70                 | 121                          | Citroën SM                   | 105                          |
| 1972                         | Fiat 127                       | 239                          | Renault 15/17                  | 107                          | Mercedes 350SL               | 96                           |
| 1973                         | Audi 80                        | 114                          | Renault 5                      | 109                          | Alfa Romeo Alfetta           | 95                           |
| 1974                         | Mercedes 450S                  | 115                          | Fiat X1/9                      | 99                           | Honda Civic                  | 90                           |
| 1975                         | Citroën CX                     | 229                          | Volkswagen Golf                | 164                          | Audi 50                      | 136                          |
| 1976                         | Simca 1307/1308                | 192                          | BMW 3 Series                   | 144                          | Renault 30 TS                | 107                          |
| 1977                         | Rover 3500                     | 157                          | Audi 100                       | 138                          | Ford Fiesta                  | 135                          |
| 1978                         | Porsche 928                    | 261                          | BMW 7 Series                   | 231                          | Ford Granada                 | 203                          |
| 1979                         | Simca-Chrysler Horizon         | 251                          | Fiat Ritmo                     | 239                          | Audi 80                      | 181                          |
| 1980                         | Lancia Delta                   | 369                          | Opel Kadett                    | 301                          | Peugeot 505                  | 199                          |
| 1981                         | Ford Escort                    | 326                          | Fiat Panda                     | 308                          | Austin Metro                 | 255                          |
| 1982                         | Renault 9                      | 335                          | Opel Ascona                    | 304                          | Volkswagen Polo              | 252                          |
| 1983                         | Audi 100                       | 410                          | Ford Sierra                    | 386                          | Volvo 760                    | 157                          |
| 1984                         | Fiat Uno                       | 346                          | Peugeot 205                    | 325                          | Volkswagen Golf 2            | 156                          |
| 1985                         | Opel Kadett                    | 326                          | Renault 25                     | 261                          | Lancia Thema                 | 191                          |
| 1986                         | Ford Scorpio                   | 337                          | Lancia Y10                     | 291                          | Mercedes-Benz E-Class        | 273                          |
| 1987                         | Opel Omega                     | 275                          | Audi 80                        | 238                          | BMW 7 Series                 | 175                          |
| 1988                         | Peugeot 405                    | 464                          | Citroën AX                     | 252                          | Honda Prelude                | 234                          |
| 1989                         | Fiat Tipo                      | 356                          | Opel Vectra                    | 261                          | Volkswagen Passat            | 194                          |
| 1990                         | Citroën XM                     | 390                          | Mercedes-Benz SL-Class         | 215                          | Ford Fiesta                  | 214                          |
| 1991                         | Renault Clio                   | 312                          | Nissan Primera                 | 258                          | Opel Calibra                 | 183                          |
| 1992                         | Volkswagen Golf 3              | 276                          | Opel Astra                     | 231                          | Citroën ZX                   | 213                          |
| 1993                         | Nissan Micra                   | 338                          | Fiat Cinquecento               | 304                          | Renault Safrane              | 244                          |
| 1994                         | Ford Mondeo                    | 290                          | Citroën Xantia                 | 264                          | Mercedes-Benz C-Class        | 192                          |
| 1995                         | Fiat Punto                     | 370                          | Volkswagen Polo                | 292                          | Opel Omega                   | 272                          |
| 1996                         | Fiat Bravo/Brava               | 378                          | Peugeot 406                    | 363                          | Audi A4                      | 246                          |
| 1997                         | Renault Mégane Scénic          | 405                          | Ford Ka                        | 293                          | Volkswagen Passat            | 248                          |
| 1998                         | Alfa Romeo 156                 | 454                          | Volkswagen Golf 4              | 266                          | Audi A6                      | 265                          |
| 1999                         | Ford Focus                     | 444                          | Opel Astra                     | 269                          | Peugeot 206                  | 248                          |
| 2000                         | Toyota Yaris                   | 344                          | Fiat Multipla                  | 325                          | Opel Zafira                  | 265                          |
| 2001                         | Alfa Romeo 147                 | 238                          | Ford Mondeo                    | 237                          | Toyota Prius                 | 229                          |
| 2002                         | Peugeot 307                    | 286                          | Renault Laguna                 | 244                          | Fiat Stilo                   | 243                          |
| 2003                         | Renault Mégane                 | 322                          | Mazda 6                        | 302                          | Citroën C3                   | 214                          |
| 2004                         | Fiat Panda                     | 281                          | Mazda 3                        | 241                          | Volkswagen Golf 5            | 241                          |
| 2005                         | Toyota Prius                   | 406                          | Citroën C4                     | 267                          | Ford Focus                   | 228                          |
| 2006                         | Renault Clio                   | 256                          | Volkswagen Passat              | 251                          | Alfa Romeo 159               | 212                          |
| 2007                         | Ford S-Max                     | 235                          | Opel/Vauxhall Corsa            | 233                          | Citroën C4 Picasso           | 222                          |
| 2008                         | Fiat 500                       | 385                          | Mazda2                         | 325                          | Ford Mondeo                  | 202                          |
| 2009                         | Opel/Vauxhall Insignia         | 321                          | Ford Fiesta                    | 320                          | Volkswagen Golf 6            | 223                          |
| 2010                         | Volkswagen Polo                | 347                          | Toyota iQ                      | 337                          | Opel/Vauxhall Astra          | 221                          |
| 2011                         | Nissan Leaf                    | 257                          | Alfa Romeo Giulietta           | 248                          | Opel/Vauxhall Meriva         | 244                          |
| 2012                         | Chevrolet Volt/Opel Ampera     | 330                          | Volkswagen up!                 | 281                          | Ford Focus                   | 256                          |
| 2013                         | Volkswagen Golf 7              | 414                          | Toyota GT86/Subaru BRZ         | 202                          | Volvo V40                    | 189                          |
| 2014                         | Peugeot 308                    | 307                          | BMW i3                         | 223                          | Tesla Model S                | 216                          |
| 2015                         | Volkswagen Passat              | 340                          | Citroën C4 Cactus              | 248                          | Mercedes C-Class             | 221                          |
| 2016                         | Opel Astra                     | 312                          | Volvo XC90                     | 294                          | Mazda MX-5                   | 202                          |
| 2017                         | Peugeot 3008                   | 319                          | Alfa Romeo Giulia              | 296                          | Mercedes E-Class             | 197                          |
| 2018                         | Volvo XC40                     | 325                          | Seat Ibiza                     | 242                          | BMW 5 Series                 | 226                          |
| 2019                         | Jaguar I-Pace                  | 250                          | Alpine A110                    | 250                          | Kia Ceed                     | 247                          |
| 2020                         | Peugeot 208                    | 281                          | Tesla Model 3                  | 242                          | Porsche Taycan               | 222                          |
| 2021                         | Toyota Yaris                   | 266                          | Fiat New 500                   | 240                          | Cupra Formentor              | 239                          |
| 2022                         | Kia EV6                        | 279                          | Renault Mégane E-Tech Electric | 265                          | Hyundai Ioniq 5              | 261                          |
| 2023                         | Jeep Avenger                   | 328                          | Volkswagen ID. Buzz            | 241                          | Nissan Ariya                 | 211                          |
| 2024                         | Renault Scénic E-Tech          | 329                          | BMW 5 Series                   | 308                          | Peugeot 3008                 | 197                          |
| 2025                         | Renault 5 E-Tech / Alpine A290 | 353                          | Kia EV3                        | 291                          | Citroën C3/ë-C3              | 215                          |

## Виробники переможці
| Переможці за виробником |                 |         | |
| Виробник                | Країна          | Перемог | Модель переможця |
| Fiat                    | Італія          | 9       | 124 (1967); 128 (1970); 127 (1972); Uno (1984); Tipo (1989); Punto (1995); Bravo/Brava (1996); Panda (2004); 500 (2008) |
| Renault                 | Франція         | 8       | 16 (1966); 9 (1982); Clio (1991); Scénic (1997); Mégane (2003); Clio (2006); Scénic E-Tech (2024); 5 E-Tech (2025)      |
| Peugeot                 | Франція         | 6       | 504 (1969); 405 (1988); 307 (2002); 308 (2014); 3008 (2017); 208 (2020)                                                 |
| Ford                    | США             | 5       | Escort (1981); Scorpio (1986); Mondeo (1994); Focus (1999); S-Max (2007)                                                |
| Opel                    | Німеччина       | 5       | Kadett (1985); Omega (1987); Insignia (2009); Ampera (2012); Astra (2016)                                               |
| Volkswagen              | Німеччина       | 4       | Golf (1992); Polo (2010); Golf (2013); Passat (2015)                                                                    |
| Citroën                 | Франція         | 3       | GS (1971); CX (1975); XM (1990);                                                                                        |
| Toyota                  | Японія          | 3       | Yaris (2000); Prius (2005); Yaris (2021)                                                                                |
| Alfa Romeo              | Італія          | 2       | 156 (1998); 147 (2001)                                                                                                  |
| Audi                    | Німеччина       | 2       | 80 (1973); 100 (1983)                                                                                                   |
| Chrysler / Simca        | США / Франція   | 2       | 1307-1308 (1976); Simca-Chrysler Horizon (1979)                                                                         |
| Nissan                  | Японія          | 2       | Micra (1993); Leaf (2011)                                                                                               |
| Rover                   | Велика Британія | 2       | P6 (1964); SD1 (1977)                                                                                                   |
| Austin                  | Велика Британія | 1       | 1800 (1965) |
| Chevrolet               | США             | 1       | Volt (2012) |
| Lancia                  | Італія          | 1       | Delta (1980) |
| Mercedes-Benz           | Німеччина       | 1       | S-Class (1974) |
| NSU                     | Німеччина       | 1       | Ro 80 (1968) |
| Porsche                 | Німеччина       | 1       | 928 (1978) |
| Volvo                   | Швеція          | 1       | XC40 (2018) |
| Jaguar                  | Велика Британія | 1       | I-Pace (2019) |
| Kia                     | Південна Корея  | 1       | EV6 (2022) |
| Jeep                    | США             | 1       | Avenger (2023) |
| Alpine                  | Франція         | 1       | A290 (2025) |